# 島前

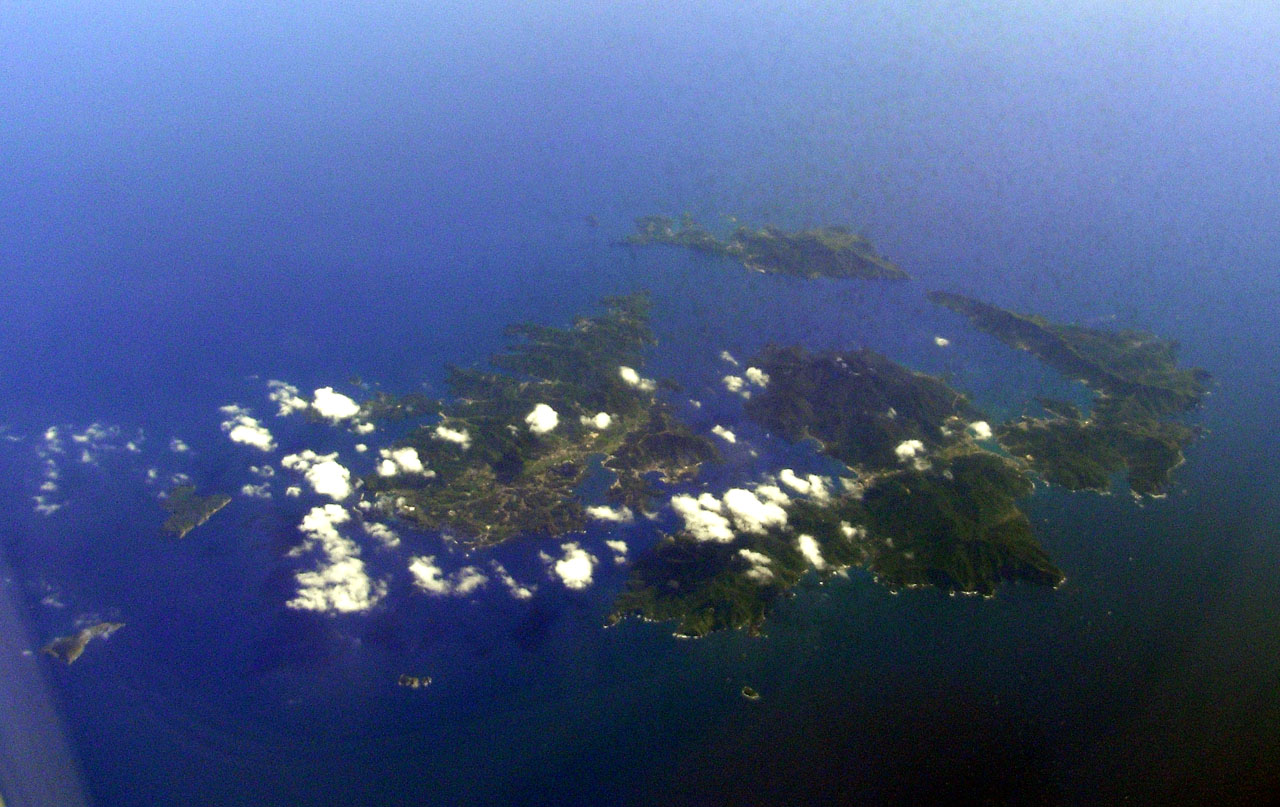
上空から見た島前。右が西ノ島、左が中ノ島、奥に見えるのが知夫里島

島前（どうぜん）は、日本の島根県・隠岐諸島のうち西側の有人3島及び周辺の無人島により構成される群島。東側の主島である島後と対を為す。有人3島を特に指した島前三島（どうぜんさんとう）という呼称も存在する。

## 島前に属する島
島前三島は約500万年前に「島前火山」（現在の焼火山が山頂とされる）と呼ばれる海底火山の噴火により隆起した後、カルデラ化した外輪山の名残と見られている。

### 有人島
- 中ノ島（海士町）
- 西ノ島（西ノ島町）
- 知夫里島（知夫村）

### 無人島
- 中ノ島周辺
  - 松島
  - 小森島
  - 二股島

- 西ノ島周辺
  - 星神島
  - 大柱島

- 知夫里島周辺
  - 島津島
  - 浅島
  - 大波加島
  - 小波加島
  - 神島

## 沿革
律令制下の隠岐国に設置された4郡のうち中ノ島が海士郡（「海部郡」とも）、知夫里島と西ノ島が知夫郡とされた。
- 1889年（明治22年） 島嶼町村制の施行に際して郡を廃止し隠岐島庁の直轄地とされる
- 1904年（明治37年） 島嶼町村制が廃止され、本土と同等の制度下で海士郡と知夫郡が復活
  - 海士郡（1村） - 海士村
  - 知夫郡（3村） - 浦郷村、黒木村、知夫村
- 1946年（昭和22年） 浦郷村が町制を施行し浦郷町となる
- 1957年（昭和32年） 浦郷町と黒木村が合併し西ノ島町となる
- 1969年（昭和44年） 1月1日、海士村が町制を施行し海士町となる
- 1969年（昭和44年） 4月1日、海士郡・知夫郡が島後の周吉郡・穏地郡と共に廃止され隠岐郡へ統合

## 交通
空港は存在しないため、島後の隠岐空港または本土の米子鬼太郎空港、出雲縁結び空港が最寄り空港となる。
海路は隠岐汽船により島前と島後の西郷港（隠岐の島町）、また本土の七類港（松江市）及び境港（境港市）を結ぶフェリーと高速船の航路が開設されている。また、島前三島間の往来は隠岐観光が島前内航船（どうぜんないこうせん）として、フェリーと高速船をそれぞれ1隻ずつ就航させている。
島内の交通は西ノ島で西ノ島町営バス、中ノ島で隠岐海士交通がそれぞれ島内を巡回する路線バスの営業を行っているが、知夫里島には路線バスが存在しない。

### 道路
- 国道485号（一部は隠岐汽船航路の海上国道）
- 島根県道317号海士島線
- 島根県道318号日ノ津崎港線
- 島根県道319号西ノ島海士線
- 島根県道320号珍崎浦郷港線
- 島根県道322号知夫島線

## 行政
西ノ島町に隠岐支庁の分庁舎として島前集合庁舎が設置されている。

### 医療
西ノ島町に隠岐広域連合立隠岐島前病院が設置されているが、医師は島根大学や鳥取大学からの派遣に依存しており年々、確保が困難になっている。看護師についても同様であるが、病院スタッフが開設したブログを通じ4名が島外より就職する成果を上げたことが注目を集めている。

### 教育
高等学校は海士町の島根県立隠岐島前高等学校のみ存在するため、各町村の中学生は大半が同校へ進学することになる。

### 警察
全域を島根県警浦郷警察署が所管。海士町に2箇所・西ノ島町と知夫村にそれぞれ1箇所の駐在所を設置している。

## 郵便・荷物
島根県でなく鳥取県米子市の米子郵便局が管轄しており、鳥取県境港市と同じ郵便番号「684」地域となっている。枝番は知夫郵便局（知夫村）が684-01xx、浦郷郵便局（西ノ島町西部、旧浦郷町）が684-02xx、美田郵便局と別府郵便局（西ノ島町東部、旧黒木村）が684-03xx、菱浦郵便局と海士郵便局（海士町）が684-04xxである。
荷物はゆうパックの他、ヤマト運輸の西ノ島宅急便センターが取り扱っている。

## 電話・インターネット
固定電話は全域が市外局番08514地域。携帯電話は2010年7月現在、NTTドコモ、auがほぼ全域で、ソフトバンクモバイルが港と集落の範囲で利用可能。WILLCOMは西ノ島と中ノ島の一部のみ利用可能、イー・モバイルは全域サービスエリア外となっている。
インターネットはFTTHによる常時接続が利用可能。

## 放送
テレビ・ラジオとも鳥取・島根両県を対象とする山陰広域圏に含まれる。

### テレビ放送
焼火山の西ノ島中継局から島前三島を対象に放送を行っている。なお、西ノ島町・海士町にケーブルテレビが存在する。

### ラジオ放送
AM放送の中継局はNHK松江・山陰放送（BSS）のいずれも設置されていない。BSSはかつて米子本局（900kHz/5kw）が隠岐諸島方面への指向性を有していたが、現在は夜間の混信が激しくなっている。
FM放送はNHK第一が隠岐局（79.4MHz/100Wを受信、NHK-FMが西ノ島中継局（80.4MHz/10w）を設置している。FM山陰（V-air）は島前に中継局を設置していないが、島後の隠岐局（82.7MHz/100W）が受信可能。